# Блок-Пост Утени
Блок-Пост Утени — упразднённая железнодорожная станция в Могочинском районе Забайкальского края России. Входит в состав городского поселения «Амазарское».

## География
Блок-Пост Утени находится на расстоянии примерно 54 километров (по прямой) на северо-восток от посёлка Амазара, в восточной части Могочинского района и Забайкальского края в целом, недалеко от границы с Амурской областью. В 2000—2019 здесь также проходила граница между Сибирским и Дальневосточным федеральными округами России, когда Забайкалье было частью Сибирского ФО.

## Климат
Климат резко континентальный. Среднемесячная температура января составляет −32°C, а самая низкая достигала — −53°C. Продолжительность периода со снежным покровом составляет 164 дня, средняя высота снежного покрова 16 сантиметров. Лето короткое, довольно теплое. Весна ветреная, засушливая, осень, по сравнению с ней, холодная и влажная.

## История
Станция была основана в 1908 году. 
Упразднена в 2024 году. 

## Население
| 2010 | 2021 |
| ---- | ---- |
| 0    | →0   |

Население Блок-Поста Утени составляло в 2002 году 8 человек, все русские, в 2010 году постоянного населения уже не было.